# Darya Yurkevich
Darya Aliaksandrauna Yurkevich (en biélorusse : Да́р’я Алякса́ндраўна Юрке́віч), née le 6 mars 1988 à Minsk, est une biathlète biélorusse. Elle fait partie de l'équipe nationale depuis 2010.

## Biographie
Sa carrière internationale junior démarre à l'été 2008 et sa première récompense internationale date de 2009, avec une médaille d'argent en relais aux Championnats d'Europe junior à Oufa.
Elle démarre en Coupe du monde en novembre 2010. La majorité du temps, elle court le circuit inférieur, l'IBU Cup jusqu'en 2014-2015, où elle obtient son premier podium à ce niveau à Obertilliach. Elle marque ses premiers points en Coupe du monde lors de la saison 2015-2016, où son meilleur résultat est une 17e place. Elle est aussi sélectionnée pour ses premiers championnats du monde à Oslo. Lors de l'épreuve d'ouverture de la saison 2016-2017, l'individuel d'Östersund, elle se classe troisième grâce à un sans faute aux tirs et monte sur son premier podium. Elle compte aussi deux participations aux Championnats du monde en 2016 et 2017, où elle ne figure que sur l'individuel.
Darya Yurkevich achève sa carrière sportive en 2019. Son point fort a été la précision au tir.

## Palmarès

### Championnats du monde
| Épreuve / Édition          | Individuel | Sprint | Poursuite | Départ en masse | Relais | Relais mixte |
| Mondiaux 2016 Holmenkollen | 61e        | —      | —         | —               | 18e    | —            |
| Mondiaux 2017 Hochfilzen   | 35e        | —      | —         | —               |        | —            |

Légende :

— : épreuve non disputée par Yurkevich

### Coupe du monde
- Meilleur classement général : 51e en 2016.
- 1 podium individuel : 1 troisième place.

#### Classements en Coupe du monde
| Année     | Classement général final | Sprint | Poursuite | Individuel | Mass start |
| 2015-2016 | 51e                      | 47e    | 67e       | 37e        | 48e        |
| 2016-2017 | 64e                      | -      | -         | 19e        | -          |
| 2017-2018 | 93e                      | -      | -         | 52e        | -          |
| 2018-2019 | 95e                      | 87e    | -         | -          | -          |

### Universiades
- Médaille de bronze à l'individuel en 2011.

### Championnats d'Europe junior
- Médaille d'argent du relais en 2009.

### IBU Cup
- 1 podium individuel.